# Zeus enlevant Ganymède
Le groupe statuaire de Zeus et Ganymède est une grande terracotta grecque de la fin de la période archaïque, qui représente Zeus enlevant le jeune Ganymède pour l'emporter avec lui vers le mont Olympe. Cette création du premier quart du Ve siècle av. J.-C. est conservée au musée archéologique d'Olympie, non loin du lieu de sa découverte, sous le numéro d'inventaire T2.
Le groupe constituait probablement l'acrotère d'un des trésors d'Olympie ; des théories un peu anciennes suggéraient qu'il était contemporain du temple de Zeus. La taille de la figurine (hauteur : 1,10 m) est très inhabituelle, inférieure à la taille humaine réelle, mais bien au-dessus des dimensions normales d'une figure en terre cuite. L'œuvre est datable d'environ 480-470 av. J.-C., période de transition entre les époques archaïque et classique ; elle est attribuée à un atelier corinthien.

## Découverte
Les premiers fragments du groupe ont été trouvés en 1878 dans la zone sud-ouest et ouest du stade d'Olympie, près de la surface. D'autres pièces ont été retrouvées au même endroit jusqu'en 1938. Le groupe a été reconstruit autant que possible. Il est exposé au musée archéologique d'Olympie (inv. T2). En raison de la nature fragmentée de la statue lors de sa découverte, certaines de ses parties ont reçu des numéros d'inventaire supplémentaires : Ganymède est parfois désigné sous le numéro d'inv. 106.

## Description

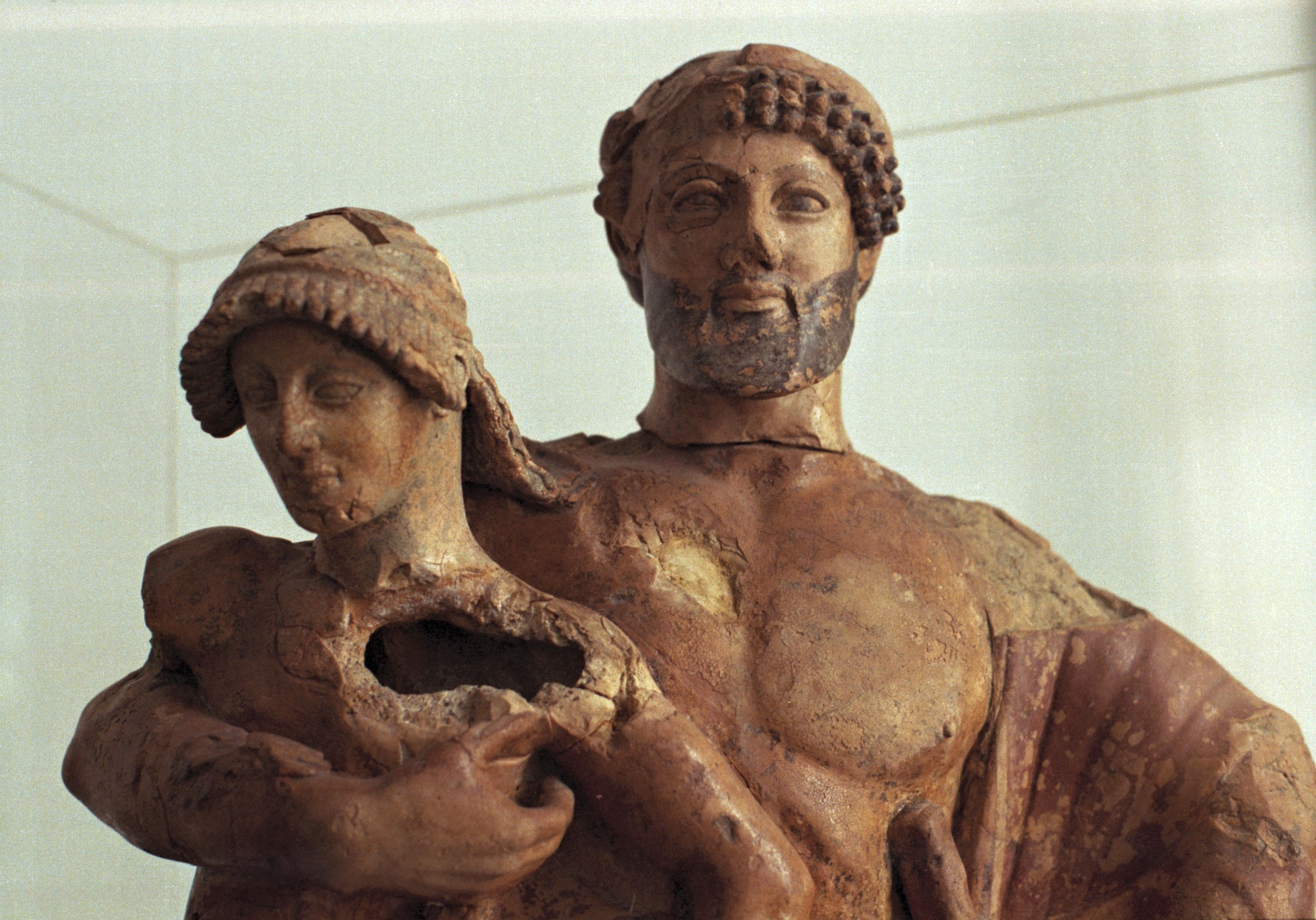
Détail

Les deux figures sont liées l'une à l'autre. La plus grande, celle de Zeus, tient la plus petite, la serrant fermement de son bras droit. Le bras droit de Zeus se trouve donc passé sous le bras droit de Ganymède, lequel est brisé sous l'épaule et presque entièrement manquant. Zeus tient dans sa main gauche un bâton de voyageur. Il porte un long manteau (himation) qui pend librement sur son bras gauche et ses hanches. Le haut de son corps est exposé, mais le manteau recouvre complètement son dos. Les jambes du dieu sont dans une posture de pas, sa jambe gauche sortant par une fente de son manteau. Il est nu-pieds, une partie de la jambe gauche mal conservée, tout comme le bord du manteau. Il y a aussi des dommages au pied droit, au coude gauche et à la tête. La tête, quelque peu abîmée, faite d'une pièce d'argile séparée, est couverte d'un bonnet, avec des mèches de cheveux ordonnées sortant de dessous. La netteté de son menton est frappante. Son sourire retenu est une forme tardive du prétendu « sourire archaïque ».
La figure complètement nue de Ganymède, plus fragmentaire que celle de Zeus, a été reconstruite à partir d'un grand nombre de fragments. En plus de son bras, il manque une partie de la poitrine, les pieds et la région pubienne. Ganymède porte également un bonnet et a les mêmes boucles de cheveux en tire-bouchon soigneusement disposées par en dessous : ses longs cheveux pendent sur son cou et ses épaules. Son expression est consentante, sérieuse et pensive, contrairement à l'expression satisfaite de Zeus. Dans sa main gauche, Ganymède tient un coq, un cadeau commun associé à la pédérastie, à cette époque.
Des restes de peinture subsistent en de nombreux endroits, notamment le rouge-brun de la tunique de Zeus aux lignes brun-foncé en bordure, ainsi que le noir de sa barbe, de ses cheveux et de son chapeau. Le dieu se dresse sur une base architecturale en forme de pignon de bâtiment sacré.

## Contexte
La scène représentée est bien connue de la mythologie grecque : c'est le moment où Zeus enlève le jeune Ganymède vers l'Olympe. Le coq est un cadeau pédérastique classique, il place la scène dans un contexte culturel, tout comme la canne du dieu. Le lien érotique entre un homme adulte et un jeune garçon n'était pas désapprouvé par la culture grecque classique : il faisait partie d'un idéal aristocratique très codifié, parfois légiféré. Le mythe de Zeus et Ganymède était représentatif de ces usages sociaux, et formaient modèle ; il n'a cessé d'être repris au fil des siècles jusqu'à nos jours.
Ce groupe de terracotta semble être la première œuvre de l'art grec où les yeux sont représentés de manière expressive et où les personnages ne regardent pas simplement droit devant, comme c'était auparavant la norme.

## Sources
1. ↑  Arachne, 401906: Zeus mit Ganymedes, Olympia Archäologisches Museum Inv. 106
2. ↑  Arachne, 80566: Kopf der großplastischen Terrakottastatue des Zeus
3. ↑  Arachne, 131969: Terrakottastatue des Ganymedes